# Nathaniel Pitcher Tallmadge

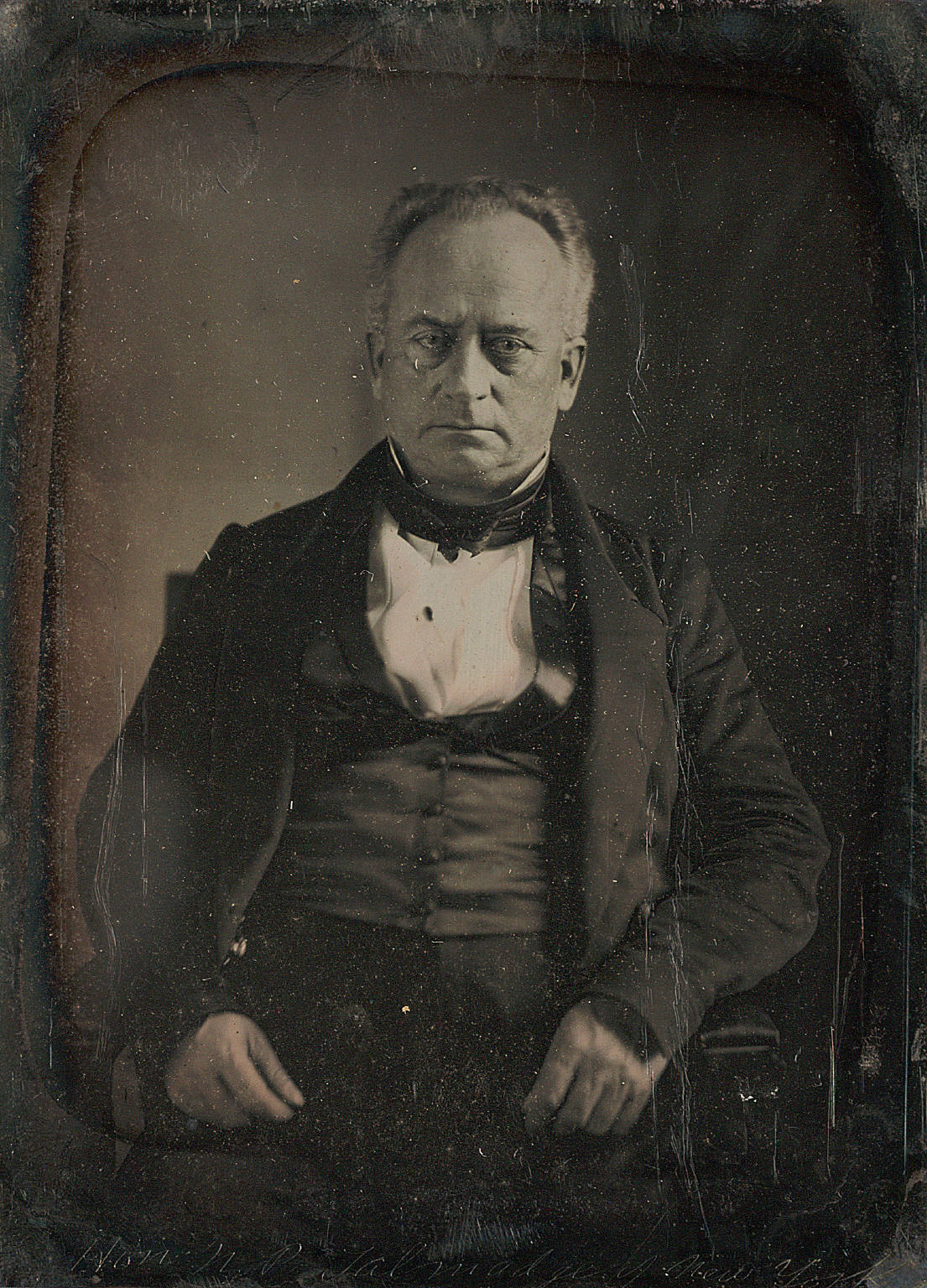
Nathaniel Pitcher Tallmadge (1849)

Nathaniel Pitcher Tallmadge (* 8. Februar 1795 in Chatham, Columbia County, New York; † 2. November 1864 in Battle Creek, Michigan) war ein US-amerikanischer Politiker. Er war US-Senator für den Bundesstaat New York und für knapp ein Jahr Gouverneur des Wisconsin-Territoriums.

## Frühe Jahre und politischer Aufstieg
Nathaniel Tallmadge besuchte bis 1815 das Union College in Schenectady (New York). Nach einem anschließenden Jurastudium wurde er im Jahr 1818 als Rechtsanwalt zugelassen. Daraufhin begann er in Poughkeepsie in seinem neuen Beruf zu arbeiten. 1828 wurde er Mitglied der New York State Assembly; zwischen 1830 und 1833 gehörte er dem Senat von New York an.

## Senator und Territorialgouverneur
Von 1833 bis 1844 vertrat er den Staat New York als Senator im Kongress. Nachdem er ursprünglich Demokrat gewesen war, schloss sich Tallmadge nach einem Zerwürfnis mit Martin Van Buren den Whigs an. Diese boten ihm im Jahr 1840 die Nominierung zum Vizepräsidentschaftskandidaten an, was Tallmadge aber ablehnte. Am 21. Juni 1844 wurde er von Präsident John Tyler zum neuen Gouverneur des Wisconsin-Territoriums ernannt. In dieser Funktion setzte sich Tallmadge für eine Erschließung des Gebiets durch die Eisenbahn ein. Er unterstützte auch die Gründung von Landwirtschaftsverbänden und den Aufbau eines Schulsystems. Nach dem politischen Regierungswechsel in Washington im Jahr 1845 wurde Tallmadge am 8. April 1845 wieder von seinem Posten abberufen. Mit Henry Dodge kehrte der erste Territorialgouverneur nochmals nach Wisconsin in dieses Amt zurück.

## Weiterer Lebenslauf
Nach dem Ende seiner Gouverneurszeit ließ sich Tallmadge in Fond du Lac nieder. Dort hatte er einen beträchtlichen Landbesitz erworben. Mit zunehmendem Alter widmete er sich religiösen Angelegenheiten und schrieb religiöse Abhandlungen. Er starb am 2. November 1864.